# Anna Emilie Møller
Anna Emilie Møller (Kopenhagen, 28 juli 1997) is een Deense langeafstandsloopster en voormalig basketbalspeelster. Ze komt uit voor Blovstrød Lions en nam eenmaal deel aan de Olympische Spelen. Zij heeft verschillende Deense records op haar naam staan. 

## Carrière
Anna Emilie Møller speelde oorspronkelijk basketbal en was jeugd international voor Denemarken. 
Anna Emilie Møller werd ontdekt als een hardloper op de leeftijd van 16 toen ze de After School DM met 35:11 minuten won op de 10 kilometer afstand in april 2014. Tijdens de Copenhagen Women's Race in juni 2014 verbeterde ze het 37-jarige U18-record van Dorthe Rasmussen op een landweg van 10 kilometer met een tijd van 34:44. Ze won het junior NM- goud voor teams en junior NM-brons individueel in het veldlopen in Päivitetty, Finland in november 2014. Ze behaalde een 6e plaats in de junior Europese kampioenschappen 2014, en de inspanning op de Europese kampioenschappen resulteerde in een gelijkspel voor het Europese team, dat in Edinburgh vocht tegen het Verenigd Koninkrijk en de Verenigde Staten. Hier werd ze individueel nummer drie. Ze werd geselecteerd voor het Deense team voor de Junior World Cup in China 2015 . 
Møller werd geselecteerd voor de Olympische Spelen van 2016 in Brazilië na het vestigen van een Deens record op de 3000 meter steeplechase met een tijd van 9.41.43 tijdens een wedstrijd in Turku, Finland, 29 juni 2016, hoewel de race slechts haar vierde officiële wedstrijd in deze discipline was. Maar liefst 23 seconden werden eraf gelopen van het vorige record dat sinds 2005 er had gestaan. Met de selectie werd ze de jongste vrouwelijke atleet van Denemarken op de Olympische Spelen ooit en de eerste Deense vrouw ooit geselecteerd voor de Olympische Spelen op de hindernisbaan. Ze nam het record over van Jette Ingstrup, die 19 jaar en 50 dagen was, toen ze de 800 meter liep op de Olympische Spelen van 1964 in Tokio. In 1912 nam de loper Fritz Danild deel, die met 18 jaar en 331 dagen de jongste Olympische deelnemer van Denemarken aan atletiek is. 
Ze bleef ook geweldige resultaten behalen na de Olympische Spelen in Rio en kwalificeerde zich voor de Olympische Spelen van 2020 in zowel de hindernisbaan van 3000 m als de afstand van 5000 m . De eerste kwalificatie die liep ze op 13 juni 2019 op een Diamond League- evenement in Oslo, waar ze met 9.24.21, een persoonlijk record liep en een mooi stuk onder de vereiste van 9.30 terecht kwam en de tweede kwalificatie kwam toen ze op de U / 23 Europese kampioenschappen op 14 juli van hetzelfde jaar goud won in de tijd van 15.07.11, dat ook een nieuw Deens record was; het vorige plaatste Loa Olafsson in 1978 met 15.08.8. 
Møller heeft de Deense records meerdere malen verbeterd op de 3000 m obstakelraces en 5000 m races. Op de Wereldkampioenschappen atletiek 2019 in Doha, Qatar, haalde ze meer dan vijf seconden af van het record op de 3000m horden met een tijd van 9.18.92, wat voldoende was om rechtstreeks naar de finale door te stoten. In de finale sneed ze nog eens vijf seconden van het record, dat vervolgens werd af geklokt op 9.13.46. Ze werd 7de in de finale. 

## Familie
Anna Emilie Møllers overgrootvader, Poul Holm (1888-1964) nam deel aan de Olympische Spelen in Londen in 1908 op de 100 meter en in het team van de 4x200 meter. In hetzelfde jaar nam de veelzijdige Poul Holm ook deel aan gymnastiek.

## Titels
- Deens kampioene 800 m - 2016, 2018
- Deens kampioene 1500 m - 2015, 2016, 2019
- Deens kampioene 5000 m - 2015, 2017, 2019,
- Deens kampioene 3000 m steeple - 2018
- Europees kampioene U23 5000 m - 2019
- Europees kampioene U23 3000 m steeple - 2017, 2019
- Europees kampioene U23 veldlopen - 2019

## Persoonlijke records
| Afstand            | Resultaat     | Plaats             | Datum             |
| ------------------ | ------------- | ------------------ | ----------------- |
| 800 meter          | 2.05,91       | Aarhus, Denemarken | 27 augustus 2016  |
| 1500 meter         | 4.11,83       | Bydgoszcz, Polen   | 2 juni 2017       |
| 3000 meter         | 8.47,83       | Zagreb, Kroatië    | 6. september 2016 |
| 3000 meter steeple | 9.13,46 (NR)  | Doha, Qatar        | 29 september 2019 |
| 5000 m             | 15.07,11 (NR) | Gävle, Zweden      | 14 juli 2019      |

## Palmares

### veldlopen
- 2019:  EK U23 (6,2 km) - 20.30